# Karel Hradecký (odbojář)
Karel Hradecký (16. října 1904 Světlá nad Sázavou – 7. září 1943 Berlín) byl český lékař a protinacistický odbojář působící ve Strakonicích.

## Život
Narodil se Aloisi Hradeckému, řezníku a uzenáři a jeho manželce Antonii ve Světlé nad Sázavou. Zde vychodil obecnou školu. Během studia na místní měšťance přestoupil na gymnázium v Havlíčkově Brodě (tehdy Německém Brodě). Posléze studoval lékařství na Karlově univerzitě v Praze a na doktora byl promován roku 1931. Působil zejména ve vojenském lékařství, například po otevření Masarykovy vojenské nemocnice v Praze se zde stal, již jako štábní kapitán, přednostou vnitřního oddělení (interny). Po rozpuštění československé armády, po okupaci Českých zemí, byl přeložen do strakonické nemocnice, kde se 1. července 1939 stal primářem vnitřního oddělení. Byl silně nábožensky založený. Dle jedné vzpomínky mnohé pacienty léčil zdarma a i potřebné léky chudým opatřoval ze svých příjmů.

## Odboj
Na jaře roku 1941 za ním do Strakonic přijel Václav Rusý zvaný Vašek z Plzně s doporučením jednoho kapitána a vyložil mu situaci a požádal ho o spolupráci. Strakonická nemocnice se měla stát útulkem a výzbrojní stanicí pro parašutisty a jiné osoby, hledané a pronásledované gestapem. Hradecký založil odbojovou skupinu a interní oddělení nemocnice se stalo domovem četných odbojových pracovníků, které léčil. Dále skupina vystavovala falešné osobní doklady a legitimace, sháněla potraviny, peníze a též náboje a zbraně. Dne 5. srpna 1942 byl vylákán na okresní úřad, před nímž byl zatčen gestapem. Byl pak převezen do Plzně na Bory a 8. prosince byl převezen do Berlína. Zde byl 3. března 1943 odsouzen do káznice na 10 let. Nicméně později s ním byl proces obnoven a byl odsouzen k trestu smrti. Dne 7. září 1943 byl v Berlíně popraven nacionálními socialisty. Dne 15. září 1949 byla Hradeckému ve strakonické nemocnici odhalena pamětní deska.

## Pamětní deska

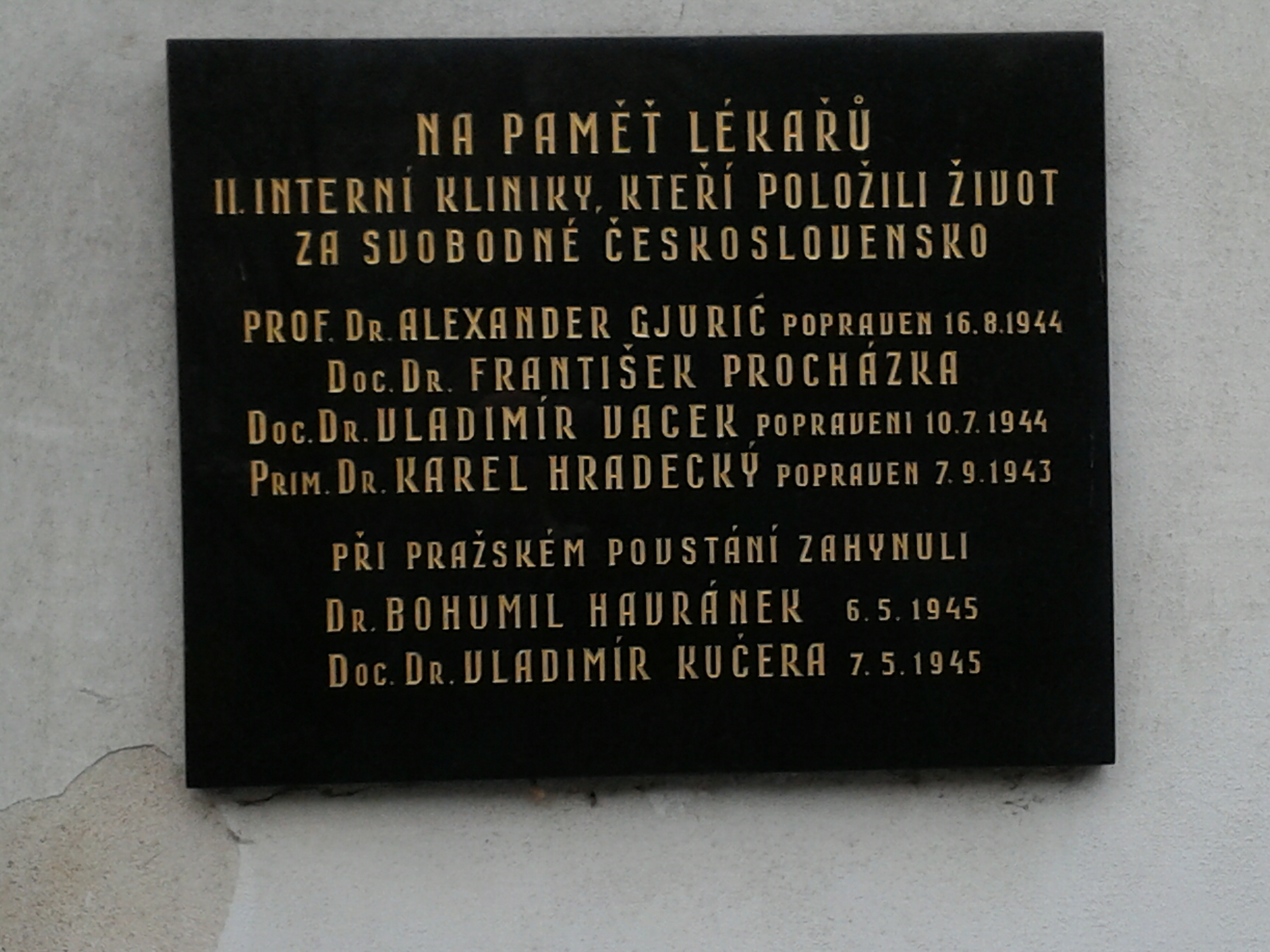
Pamětní deska věnovaná památce „Obětí 2. světové války z řad lékařů“

Jeho jméno (spolu s dalšími) je uvedeno na pamětní desce věnované památce „Obětí 2. světové války z řad lékařů“. Pamětní deska je umístěna v objektu Všeobecné fakultní nemocnice (na adrese: Praha 2, U Nemocnice 499/2, Nové Město) na vnitřní zdi příslušející ke II. interní klinice (na západní straně dvora).
Na pamětní desce je nápis:
NA PAMĚŤ LÉKAŘŮ / II. INTERNÍ KLINIKY, KTEŘÍ POLOŽILI ŽIVOT / ZA SVOBODNÉ ČESKOSLOVENSKO // PROF. DR. ALEXANDER GJURIČ POPRAVEN 16.8.1944 / DOC. DR. FRANTIŠEK PROCHÁZKA / DOC. DR. VLADIMÍR VACEK, POPRAVENI 10.7.1944 /
PRIM. DR. KAREL HRADECKÝ POPRAVEN 7.9.1943 // PŘI PRAŽSKÉM POVSTÁNÍ ZAHYNULI /
DR. BOHUMIL HAVRÁNEK 6.5.1945 / DOC. DR. VLADIMÍR KUČERA 7.5.1945
Pamětní deska je rovněž umístěna ve Světlé nad Sázavou na rodném domě v Dolní ulici 191.